# Pay-per-visit
Pay-Per-Visit er en forholdsvis ny form for online markedsføring. Som navnet Pay-Per-Visit siger, er det at man betaler hver gang en ny besøgende kommer ind på Websiden. Det er dog ikke helt så enkelt. Navnet har er inspireret af pay-per-view.
Det handler simpelthen om at en virksomhed, webshop eller lignende betaler hver gang en besøgende kommer ind. Men det er ikke bare hver gang der kommer en ny ind. Det første man gør i et Pay Per Visit forløb, er at man i en uge måler besøgstallet dag for dag, og finder gennemsnittet. Så lægges der 10% til, og først derefter betaler firmaet et par ører hver gang der er en ny besøgende. Man kan få lavet et Pay Per Visit forløb med mange Markedsføringsfirmaer. Så den sidste syv dage i den første måned måler man igen besøgstallet dag for dag, og finder gennemsnittet. Og så lægges der 10% til igen. Sådan sker der en måned mere, da det for det meste er et 3måneders forløb.

## Eksempel
Man har en webshop, men ikke nok besøgende, så man opsøger et marketingsfirma for at få lavet et Pay Per Visit forløb.
Firmaet måler besøgstallet i en uge. Lad os sige at alle syg dage var besøgstallet på 200 personer. Så er gennemsnittet 200 besøg. Så lægges 10% til, så det er 220. Så gælder det om for marketingsfirmaet at reklamere så meget som muligt, men stadig tjene pengene hjem igen. Så lad os sige at webshoppen har lavet en aftale med firmaet om at hver gang der kommer en besøgende ind efter 220 besøg, får de 20 øre. Så lad os sige at den første dag får marketingsfirmaet 250 kunder ind på websitet. Så har marketingsfirmaet tjent 6 kr. Og derefter stiger beløbet så dag for dag, men mange af pengene skal firmaet selv bruge til at reklamere.